# Monofosfat de citidina
El monofosfat de citidina, de fórmula C9H14N₃O₈P, (en anglès:Cytidine monophosphate per això s'abreuja com a CMP), també conegut com a citidilat és un nucleòtid que es troba a l'ARN. És un èster d'àcid fosfòric amb el nucleòsid citidina. El CMP consta d'un grup funcional fosfat, la pentosa, la ribosa, i la nucleobase citosina; per això és un monofosfat ribonucleòsid.

## Metabolisme
El CMP pot ser fosforilat a difodfat de citidina donant el grup fosfat.

## Bioquímica
El CMP es fa servir per activar la manosa en el metbolisme.